# Diya (Öllampe)

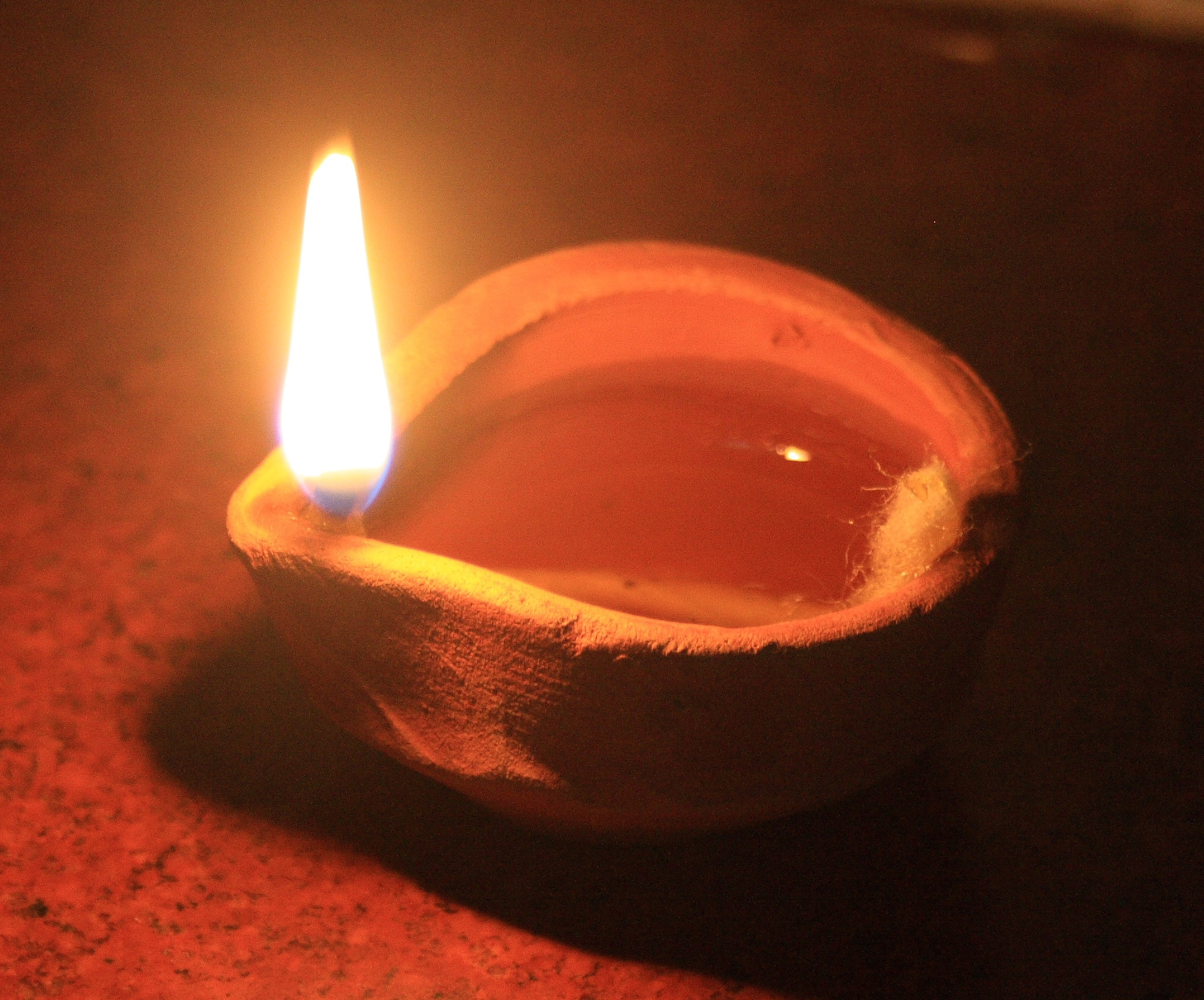
Eine simple irdene Diya während des Diwali-Festes in Haryana.

Eine Diya (Hindi दीया dīyā; auch Divaa, Deepa, Deepam oder Deepak) ist eine einfache handgefertigte Öllampe aus Ton oder Kupfer.
Als Brennstoff kommen vorwiegend einfache Pflanzenöle und Ghee zur Verwendung, der Docht besteht in der Regel aus einem handgewickelten Baumwollfaden.
Ihren Ursprung haben Diyas in Indien, wo sie einerseits in einfachen Behausungen als preiswerte Lichtquelle eingesetzt werden, andererseits in der kupfernen Ausführung in Tempeln zum Einsatz kommen, wo sie auch während der Pujas zeremoniell angezündet werden.
In vielen indischen Haushalten ist zudem eine Diya vorhanden, die vor dem Altar des Hausgottes allmorgendlich angezündet wird.
Während des mehrtägigen hinduistischen Lichterfestes Diwali werden in Indien vor allem in der ländlichen Region viele Häuser ausschließlich mit Diyas beleuchtet, wohingegen in Städten heutzutage elektrische Lampen und Lichterketten dominieren. Hintergrund ist die Annahme, dass die Gottheiten Lakshmi und Ganesha nur jene Häuser besuchen, die gut beleuchtet sind.
Auch in anderen Religionen wie dem Sikhismus oder Jainismus spielen Diyas als zeremonielle Lichtquelle eine Rolle.
Im Buddhismus kommen sogenannte Butterlampen zur Anwendung, anstelle von Pflanzenölen wird hier die namensgebende Yakbutter verwendet.